# Henri du Quesne
Henri du Quesne ou Duquesne, baron d'Aubonne et marquis du Quesne est un officier de marine français né en 1642 et mort le 11 novembre 1722 à Genève.

## Biographie
Il est issu d'une famille dieppoise protestante de marins, son père, Abraham, était lieutenant général des armées navales. Il entre dans la marine royale en 1666 puis est nommé capitaine de vaisseau en 1675. 
Au début de 1683, Henri du Quesne projette de se marier avec Françoise Bosc, fille de Laurent Bosc, seigneur de Servies, conseiller du Roi en la Cour du parlement de Toulouse, mais Louis XIV ayant décidé de faire de nouveau bombarder Alger où se réfugiaient les barbaresques, l'escadre de la Méditerranée commandée par son père doit se préparer à lever l'ancre. Le contrat de mariage est signé le 1er avril à Beaucaire. Le 5 avril, Abraham du Quesne écrit à Colbert pour obtenir l'autorisation du roi pour le mariage de son fils. Il reçoit l'autorisation le 13 avril du secrétaire de la marine, Seignelay. Le mariage a lieu le 24 avril 1683 au château de Saint-Jean-de-Védas, dont le seigneur Jean de Sarret est protestant. En effet, les deux temples de Montpellier ayant été détruits, le premier en 1670 et le second en décembre 1682, seul le château des Sarret servait de lieu de culte pour les protestants de Montpellier.
Après la révocation de l'édit de Nantes en 1685, il s'exile dans le Pays de Vaud, en Suisse, où il achète la baronnie et le château d'Aubonne qu'il transforme. De son exil, il projette de créer une colonie de réfugiés huguenots en s'emparant de l'île de Mascareigne, aujourd'hui nommée La Réunion. Pour ce faire, il contacte la Compagnie néerlandaise des Indes orientales, appelée en ce temps Compagnie hollandaise.
Or, une petite communauté de Français s'était déjà établie sur l'île - renommée île Bourbon - depuis 1663. Pour protéger ces intérêts, Louis XIV y envoie une flotte de sept vaisseaux de guerre. En 1689, du Quesne doit renoncer à débarquer à Bourbon, mais envoie cependant une frégate de reconnaissance, l'Hirondelle, vers l'île. Face à l'hostilité des habitants, celle-ci est reroutée vers Maurice, alors en possession des Hollandais. De fait, il renonce à la création d'une république sur cette île. François Leguat est l'un des exilés ayant embarqué sur ce navire. Finalement, c'est vers Rodrigues que les réfugiés se dirigeront. Ils fonderont la première des colonies sur cette île alors déserte.
Du Quesne vend la baronnie d'Aubonne en 1701 et s'installe à Berne. Après 1690, il dessine des plans, ceux du port de Morges mais aussi ceux des bateaux de la flotte bernoise. Il devient bourgeois de la Genève en 1704.
En 1715, peu après la mort de Louis XIV, le Régent l'autorise à revenir en France pour régler la succession de ses parents.